# Димитър Мечев
Димитър Мечев, известен с прякора си Диме Мечето, е български революционер - анархист, член на Вътрешната македоно-одринска революционна организация, участник в солунските атентати.

## Биография
Димитър Мечев е роден през 1870 година във Велес, тогава в Османската империя.
Получава основно образование в родния си град, където се включва във ВМОРО. След неуспешен опит за убийство на един велешки чорбаджия, осъден на смърт от организацията, Мечев става четник на Гоце Делчев. Постепенно започва да гледа с песимизъм на дейността на организацията. Емигрира в България и се заселва в Перник, където е миньор. Впоследствие в София се запознава с Орцето и е привлечен в групата на Гемиджиите. Изпратен е да отиде в Одрин и да заеме един дюкян близо до сграда на Австрийската поща, за да почне оттам да копае тунел до нея. Поради липса на достатъчно експлозиви се прехвърля в Солун и участва в солунските атентати през 1903 година.
Вечерта на 15 април Димитър Мечев, Илия Тръчков и Милан Арсов извършват атентат на жп линията Солун-Цариград, при което са повредени отчасти локомотивът и няколко вагона на минаващия влак, без да пострадат пътниците. Димитър Мечев хвърля бомби пред хотел Egypte. На 16 април Димитър Мечев и Илия Тръчков не успяват да взривят резервоара на фабриката за светилен газ, след това в квартирата си дават последно сражение на турските полицаи. Хвърлят над 60 бомби, умишлено се излагат на куршумите и умират. Павел Шатев, спомняйки си за него, пише:
| „ | Димитър Мечев със своята пестеливост стана пословичен. Когато забележеше, че някой от нас харчи повече от обичайното, било за храна, било за жилище или облекло, той с часове не можеше да се успокои, ядосваше се, което се отразяваше на нервите му, без туй изострени от дългите страдания и безпокойства. Сам Мечев живееше много скромно и щадеше народната пара. | “ |